# La tumba de los muertos vivientes
La tumba de los muertos vivientes fou una pel·lícula de fantaterror espanyola del 1982 dirigida per Jesús Franco. Produïda pel francès Marius Lesoeur, fou titulada Oasis of the Zombies en la versió en anglès i L'Abîme des Morts-Vivants en la versió francesa.

## Sinopsi
Un home segueix els passos del seu pare, un heroi de la Segona Guerra Mundial, assassinat després de revelar la ubicació del tresor del mariscal Rommel. Allà, els soldats alemanys de l'Afrika Korps que van morir en defensa del botí s'han convertit en zombis amb gana de carn humana.

## Repartiment
- France Lomay - Erika
- Jeff Montgomery - Ben
- Eric Saint-Just - Ronald
- Caroline Audret - Sylvie
- Eduardo Fajardo - Coronel Kurt Meitzell
- Lina Romay - Esposa de Kurt
- Antonio Mayans - Sheik Mohamed Al-Kafir
- Javier Maiza - Captain Blabert
- Albino Graziani -s Prof. Deniken
- Jesús Franco - Zombi

## Estrena
La pel·lícula també es va estrenar en la seva versió anglesa amb els títols Bloodsucking Nazi Zombies, El desierto de los zombies, The Grave of the Living Dead, i The Treasure of the Living Dead.

## Recepció
Escrivint a The Zombie Movie Encyclopedia, l'acadèmic Peter Dendle va dir que la pel·lícula ha tingut una recepció negativa, però "presenta una apreciació senzilla, sense presses i sense pretensions dels zombis i el seu hàbitat, un paisatge desèrtic fresc i provocador." Ian Jane de DVD Talk la va puntuar amb 3/5 estrelles i va escriure, "És terrible, però d'alguna manera el trance indueix a la seva manera bizarra." Gordon Sullivan de DVD Verdict va escriure, "És realment un embolic d'Eurosleaze tebi que es fa passar per un film zombi, i ni tan sols ho fa bé."